# Санно-бобслейний центр Сяохайто
Санно-бобслейний центр Сяохайто  — бобслейна, санна та скелетонна траса в районі Яньцін, у приміському районі Пекіна . Це місце, також відоме як «Дім швидкості». Тут відбувались змагання з бобслею, санного спорту  під час Зимових Олімпійських ігор 2022 року. На трасі 16 поворотів з різними кутами і нахилами. 

## Заходи
- Бобслей на зимових Олімпійських іграх 2022
- Санний спорт на зимових Олімпійських іграх 2022
- Скелетон на зимових Олімпійських іграх 2022

## Дивись також
- Бобслей на зимових Олімпійських іграх 2022